# 중국의 찬
중국의 찬은 중국 불교의 참선을 말한다. 한국에서는 선, 일본에서는 젠이라고 한다.

## 같이 보기
- 한국의 선불교
- 일본의 젠